# دايل شلويتير
دايل شلويتير (بالإنجليزية: Dale Schlueter)‏ مواليد 12 نوفمبر 1945 في تاكوما - الوفاة 24 يوليو 2014، كان لاعب كرة سلة أمريكي. بدأ مسيرته الاحترافية في سنة 1968. تم اختياره من قبل فريق غولدن ستايت ووريورز خلال الدرافت. حمل الرقم 54. بلغ طوله 6 قدم 10 بوصة (2.1 م). اعتزل اللعب في 1978.

## المسيرة الاحترافية
لعب مع غولدن ستايت ووريورز من سنة 1968 إلى 1970، ثم لعب مع بورتلاند ترايل بلايزرز من سنة 1970 إلى 1972، ثم لعب مع فيلادلفيا سفنتي سيكسرز في موسم 1972–1973، ثم لعب مع أتلانتا هوكس في موسم 1973–1974، ثم لعب مع بوفالو بريفز من سنة 1974 إلى 1976، ثم لعب مع فينيكس صنز في موسم 1976–1977، ثم لعب مع بورتلاند ترايل بلايزرز في موسم 1977–1978.

## روابط خارجية
- دايل شلويتير على موقع IMDb (الإنجليزية)
- دايل شلويتير على موقع إن بي أي (الإنجليزية)
- دايل شلويتير على موقع سبورتس رفرنس (الإنجليزية)
- دايل شلويتير على موقع كلية كرة السلة في سبورتس رفرنس.كوم (الإنجليزية)
- دايل شلويتير على موقع ريلجم (الإنجليزية)
- دايل شلويتير على موقع بروبوليرز (الإنجليزية)